# 우니앙 반데이란치 FC
우니앙 반데이란치 푸치보우 클루비(União Bandeirante Futebol Clube)는 2006년에 해체된 브라질의 축구단으로 파라나 주의 반데이란치스를 연고로 했다.